# Diputación Provincial de Pontevedra
La Diputación Provincial de Pontevedra es una institución pública que presta servicios directos a los ciudadanos y presta apoyo técnico, económico y tecnológico a los ayuntamientos de los 61 municipios de la provincia de Pontevedra en la comunidad autónoma de Galicia, España. Además, coordina algunos servicios municipales y organiza servicios de carácter supramunicipal. Tiene su sede central en el Palacio de la Diputación Provincial en la Gran Vía de Montero Ríos en la ciudad de Pontevedra. También cuenta con una sede local en la ciudad de Vigo.

## Historia
La Diputación de Pontevedra fue creada en 1836, como consecuencia de la organización de España en provincias. En aquella época ejerció competencias en materia de obras públicas, educación, beneficencia, así como funciones intermedias entre los municipios y la administración del estado.
En  1979 se constituyó como organismo democrático a la par del proceso de transición que se desarrollaba en España.

## Composición
| Actual distribución de la Diputación tras las elecciones municipales de 2023 | Actual distribución de la Diputación tras las elecciones municipales de 2023 | Actual distribución de la Diputación tras las elecciones municipales de 2023 | Actual distribución de la Diputación tras las elecciones municipales de 2023 | Actual distribución de la Diputación tras las elecciones municipales de 2023 |
| Partido político                                                             | Votos                                                                        | %                                                                            | Diputados                                                                    |                                                                              |
| ---------------------------------------------------------------------------- | ---------------------------------------------------------------------------- | ---------------------------------------------------------------------------- | ---------------------------------------------------------------------------- | ---------------------------------------------------------------------------- |
| Partido Popular de Galicia (PPdeG)                                           | 180.832                                                                      | 36,67%                                                                       | 14                                                                           |                                                                              |
| Partido de los Socialistas de Galicia (PSdeG-PSOE)                           | 167.368                                                                      | 33,95%                                                                       | 9                                                                            |                                                                              |
| Bloque Nacionalista Galego (BNG)                                             | 89.394                                                                       | 18,13%                                                                       | 4                                                                            |                                                                              |

### Distribución de escaños por partidos judiciales

Escudo de la Provincia de Pontevedra.

| Partido judicial |   |    |   | Diputados |
| ---------------- | - | -- | - | --------- |
| Cambados         | 1 | 2  |   | 3         |
| La Estrada       |   | 1  |   | 1         |
| Lalín            |   | 1  |   | 1         |
| Puenteareas      |   | 1  |   | 1         |
| Pontevedra       | 3 | 2  | 2 | 7         |
| Tuy              | 1 | 2  |   | 3         |
| Vigo             | 6 | 3  | 2 | 11        |
| Total            | 9 | 14 | 4 | 27        |

## Presidencia
Integran la Diputación Provincial, como órganos de Gobierno de la misma, el Presidente, los Vicepresidentes, la Corporación, el Pleno y las Comisiones informativas.
El presidente actual es Luis López, que sustituyó a Carmela Silva del PSOE (PSOE) en dicha presidencia.
- 1979-1983: Federico Cifuentes Pérez (UCD)
- 1983-1986: Mariano Rajoy Brey (AP)
- 1986-1987: Fernando García del Valle (AP)
- 1987-1990: Xosé Cuíña Crespo (PPdeG)
- 1990-1995: César José Mera Rodríguez (PPdeG)
- 1995-2003: Manuel Abeledo López (PPdeG)
- 2003-2015: Rafael Louzán Abal (PPdeG)
- 2015-2023: Carmela Silva Rego (PSdeG-PSOE)
- 2023: Luis López (PPdeG)